# Coup d'État de 1960 en république du Congo (Léopoldville)

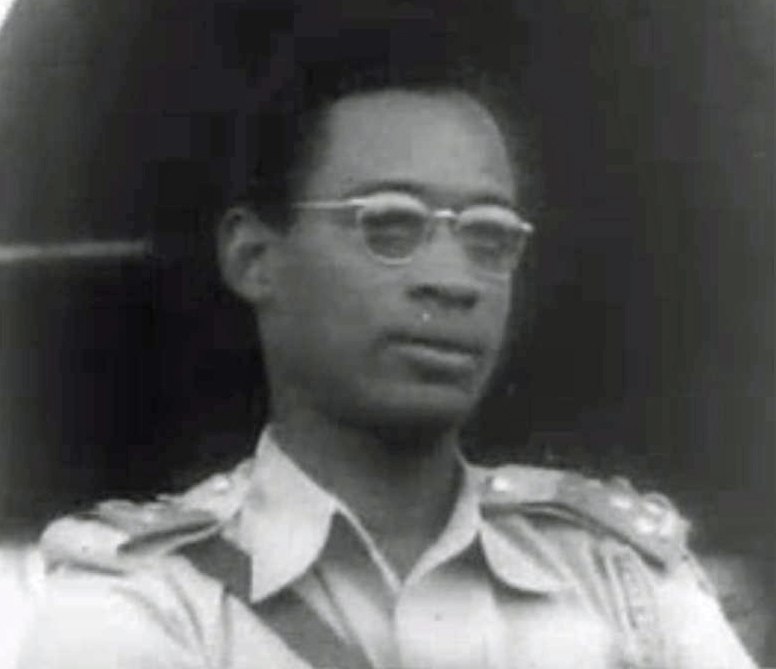
Mobutu en 1960

Le premier coup d'État de Mobutu a lieu le 14 septembre 1960 dans le contexte de la crise congolaise. Joseph-Désiré Mobutu, alors commandant en chef des forces armées dans un Congo fragilisé par les sécessions dans une grande partie de son territoire ainsi qu'une impasse politique entre le Premier ministre Patrice Lumumba et le président Joseph Kasa-Vubu, suspend les fonctions de ces derniers.
Ce premier coup d'état, qui voit Mobutu rendre rapidement le pouvoir à un gouvernement civil d'universitaires, dit Collège des commissaires généraux, participera pour beaucoup à l'absence de résistance lors de son second coup d'état cinq ans plus tard lors d'une nouvelle crise politique, qui voit un grand nombre des dirigeants politiques, religieux et universitaires congolais l'en remercier. Mobutu instaure cette fois ci une dictature autoritaire qui durera jusqu'en 1997, transformant en profondeur le jeune pays.

## Contexte

### Élections de mai 1960
Des élections législatives, sénatoriales et provinciales se déroulent du 11 au 22 mai 1960 au Congo belge, actuelle république démocratique du Congo. Les élections précèdent de peu l'indépendance prise sur la Belgique le 30 juin 1960. Les élections ont pour résultats des assemblées nationales et provinciales fortement fragmentées, les partis politiques s'établissant presque tous uniquement dans leurs fief électoraux. De ce morcellement, une coalition menée par le Mouvement national congolais de Patrice Lumumba parvient à réunir une majorité dans les deux chambres. Lumumba est ainsi nommé Premier ministre et forme le premier gouvernement du Congo indépendant, tandis que Joseph Kasa-Vubu de l'Alliance des Bakongo en est élu le premier président par le parlement.

### Crise congolaise

Carte des parties contrôlées par les acteurs de la crise congolaise : en bleu, le gouvernement de Léopoldville ; en rouge le gouvernement de rébellion basé à Stanleyville ; en vert le Katanga autonome ; en jaune le Kasaï indépendant.

L'impréparation du pays à l'indépendance mène rapidement à une crise d'une extrême ampleur. Des violences ethniques se propagent tandis que l'armée se mutine contre sa hiérarchie blanche, menant à la promotion rapide du Colonel Joseph-Désiré Mobutu au poste de chef d'état major puis le 24 juin secrétaire d'État au sein du gouvernement Lumumba, ce dernier le prenant sous son aile. Les tendances centrifuges de l'immense pays accentuées par les dirigeants des formations politiques provinciales en mal de poste gouvernementaux aboutissent à la sécession le 11 juillet de l'État du Katanga mené par Moïse Tshombe suivi début aout par le Kasaï mené par Albert Kalonji, tous deux avec le soutien des occidentaux et des compagnie minières. Lumumba rompt les relations diplomatiques avec la Belgique et fait venir une mission de maintien de la paix de l'ONU sur le territoire congolais.
La crise est aggravée par la rivalité entre Kasa-Vubu et Lumumba. La virulence de l'anti occidentalisme de ce dernier lui valent à l'époque des accusations de sympathie communistes, aggravée par sa méfiance envers les troupes Onusiennes qu'il suspecte de protéger les états sécessionnistes pro occidentaux, le général Dag Hammarskjöld refusant de les attaquer en coopération avec l'armée congolaise. L'incident mène alors Lumumba à demander une assistance à l'Union soviétique, qui envoie des conseillers. La crise se transforme en impasse politique le 5 septembre lorsque Kasa-Vubu révoque Lumumba et le remplace par Joseph Ileo, un modéré. Lumumba réagit en déclarant la procédure anti constitutionnelle, et annonce en retour la déposition de Kasa-Vubu. Les désirs des deux hommes restant verbaux, l'impasse se poursuit plusieurs jours avant que le parlement ne finisse le 13 septembre par voter les pleins pouvoirs à Lumumba, tout en statuant que les deux hommes doivent conserver leurs postes respectifs. Le lendemain, Kasa-Vubu nomme Mobutu Commandant en chef de l’armée.

## Coup d'État
Le soir même du 14 septembre, à 20h50, Joseph-Désiré Mobutu met en œuvre son premier coup d'État, annonçant la « neutralisation » des deux hommes qu'il place en résidence surveillée.
« L’Armée nationale congolaise a décidé de neutraliser le chef de l’État, les deux gouvernements rivaux en présence, ainsi que les deux chambres législatives jusqu’à la date du 31 décembre. Les politiciens pourront ainsi avoir le temps d’essayer de se mettre d’accord afin de mieux servir l’intérêt supérieur de ce pays. »
Il déclare la “neutralisation” des politiciens, affirmant qu' « il ne s’agit pas d’un coup d’Etat, mais d’une simple révolution pacifique afin de rétablir l’ordre ». Le Président Kasa-Vubu est officiellement maintenu à la tête de l'état. Le ministre-adjoint des affaires étrangères de l’URSS (Valerian Zorine) proteste auprès du secrétaire général des Nations unies tandis que Patrice Lumumba dénonce le coup d'état. En réaction, Mobutu ferme les ambassades de l’Union soviétique et de plusieurs pays socialistes, donnant 48h à leurs diplomates pour quitter Léopoldville,.
Il confie rapidement le gouvernement à des universitaires trentenaires qui forment le Collège des commissaires généraux jusqu'à la remise du pouvoir à un gouvernement constitutionnel en janvier 1961.

## Suites
Lumumba, s'enfuyant vers Stanleyville est arrêté début décembre par Mobutu et livré à Moïse Tshombe qui le fait assassiner le 17 janvier 1961. Un gouvernement rival pro-Lumumba se forme entre-temps dans l'Est du pays, dirigé par Pierre Mulele et Antoine Gizenga et soutenu par l'URSS. Avec l'aide des forces de l'ONU et d'anciens officiers blancs, Mobutu parvient à reconquérir l'ensemble du territoire au cours des années suivantes. Mulele est tué et Gizanga emprisonné tandis que Moïse Tshombe est exilé. De nouvelles élections n'auront finalement lieu dans le pays qu'en 1965 après la mise en place de la constitution de la première république, dite Constitution de Luluabourg, adoptée par référendum le 10 juillet 1964.